# Итиреду
Итиреду (итал. Ittireddu) је насеље у Италији у округу Сасари, региону Сардинија.
Према процени из 2011. у насељу је живело 530 становника. Насеље се налази на надморској висини од 317 м.

## Становништво
| 1936. | 1951. | 1961. | 1971. | 1981. | 1991. | 2001. | 2011. |
| ----- | ----- | ----- | ----- | ----- | ----- | ----- | ----- |
| 899   | 1.075 | 1.011 | 735   | 634   | 643   | 586   | 580   |